# Trent Seven
Benjamin Maurice Webb (ur. 21 sierpnia 1981 w Wolverhampton) – brytyjski profesjonalny wrestler, obecnie występujący pod pseudonimem ringowym Trent Seven. Występuje w federacji WWE w rozwojowym brandzie NXT, jak również pracuje w wielu federacjach niezależnych w Europie i Stanach Zjednoczonych.
Seven i Tyler Bate utworzyli drużynę Moustache Mountain, gdzie wspólnie zdobyli między innymi Progress Tag Team Championship i RPW Undisputed British Tag Team Championship w Wielkiej Brytanii, a także Chikara Campeonatos de Parejas w Stanach Zjednoczonych. Seven, Bate i Pete Dunne występują również jako grupa „British Strong Style”. W swojej solowej zdobył ICW World Heavyweight Championship.

## Wczesne życie
Webb urodził się 21 sierpnia 1981 w Wolverhampton w regionie West Midlands. W młodości pragnął być aktorem, lecz po obejrzeniu jednej z gal WrestleManii postanowił w przyszłości zostać wrestlerem. Dorastając, Webb i wielu jego przyjaciół trenowało amatorsko wrestling na podwórkach. W 2008 rozpoczął treningi na profesjonalnego wrestlera, a także zakupił na własność wrestlingowy ring. Swoje pierwsze gale przepracował w 2010 i zaadaptował pseudonim ringowy „Trent Seven”. Jego debiut odbył się na gali federacji Alternative Wrestling World w Birmingham.

## Kariera profesjonalnego wrestlera
W 2011 i 2012, Seven podróżował do Stanów Zjednoczonych by móc występować dla Combat Zone Wrestling (CZW), lecz przegrywał swoje pojedynki. W 2012 wyruszył do Japonii i przepracował trzy gale dla Big Japan Pro Wrestling, w tym jedną w Korakuen Hall.

### Fight Club Pro (2010–2017)
Pomimo rzadkich wystąpień na początku kariery, Seven otrzymał szansę na walkę o Ring of Honor World Championship podczas touru tejże federacji po Wielkiej Brytanii. Przegrał pojedynek z broniącym mistrzostwa Daveyem Richardsem 15 lipca 2011 podczas show promowanego przez federację Fight Club Pro (FCP). W 2011 stał się pierwszym posiadaczem FCP Championship, lecz tytuł utracił 25 listopada na rzecz Eddiego Edwardsa. W 2013 wygrał coroczny turniej „FCP Infinity Trophy Tournament” pokonując Marka Haskinsa w finale. 5 lutego 2016 zmierzył się i przegrał z Trevorem Lee o tytuł X-Division Championship federacji Total Nonstop Action Wrestling (TNA). 7 stycznia 2017, Moustache Mountain (Seven i Tyler Bate) wraz z Joelem Allenem pokonali #CCK (Chrisa Brookesa i Kida Lykosa) oraz Shaya Pursera, dzięki czemu Allen stał się posiadaczem tytułu Attack! 24:7 Championship.

### Chikara (2015–2017)
Na początku 2015, Seven i Bate zadebiutowali dla amerykańskiej federacji Chikara, która w międzyczasie organizowała gale w Wielkiej Brytanii; duo pokonało The Hunter Brothers w Dark matchu z 3 kwietnia, lecz przegrało z The Devastation Corporation (Maxem Smashmasterem i Blasterem McMassivem) trzy dni później. W ich trzeciej walce, Saven, Bate i Clint Margera podjęli Pete'a Dunne'a, Damiana Dunne'a i Jimmy'ego Havoca w przegranym starciu. Seven, Bate i Dan Moloney wzięli udział w tegorocznym turnieju King of Trios jako Team Fight Club: Pro, gdzie dotarli do półfinałów, w których zostali wyeliminowani przez Bullet Club (A.J. Stylesa i Matta Jacksona i Nicka Jacksona). W 2016, Seven i Bate zaczęli regularniej występować w federacji Chikara. 21 sierpnia pokonali Los Ice Creams (Hijo Del Ice Cream i Ice Cream Jr.'a), N_R_G (Hype Rockwella i Race'a Jaxona) oraz The Devastation Corporation zdobywając Chikara Campeonatos de Parejas. Zostali pozbawieni tytułów podczas nagrań sezonu 17 Chikary bez podawania przyczyny.
Seven powrócił do Chikara 1 września 2017; on, Tyler Bate i Pete Dunne byli przedstawiani jako „House Strong Style” i wzięli udział w turnieju Kinf of Trios 2017. Zdołali pokonać House Whitewolf (A-Kida, Adama Chase'a i Zayasa) w pierwszej rundzie, House Throwbacks (Dashera Hatfielda, Marka Angelosetti'ego i Simona Grimma) w ćwierćfinale, House Rot (Frightmare'a, Hallowickeda i Kobalda) poprzez poddanie walki w półfinale, a także House Sendai Girls (Cassandrę Miyagi, Sasha Chisako i Meiko Satomurę) w finale, tym samym wygrywając cały turniej.

### Progress Wrestling (2016–2018)

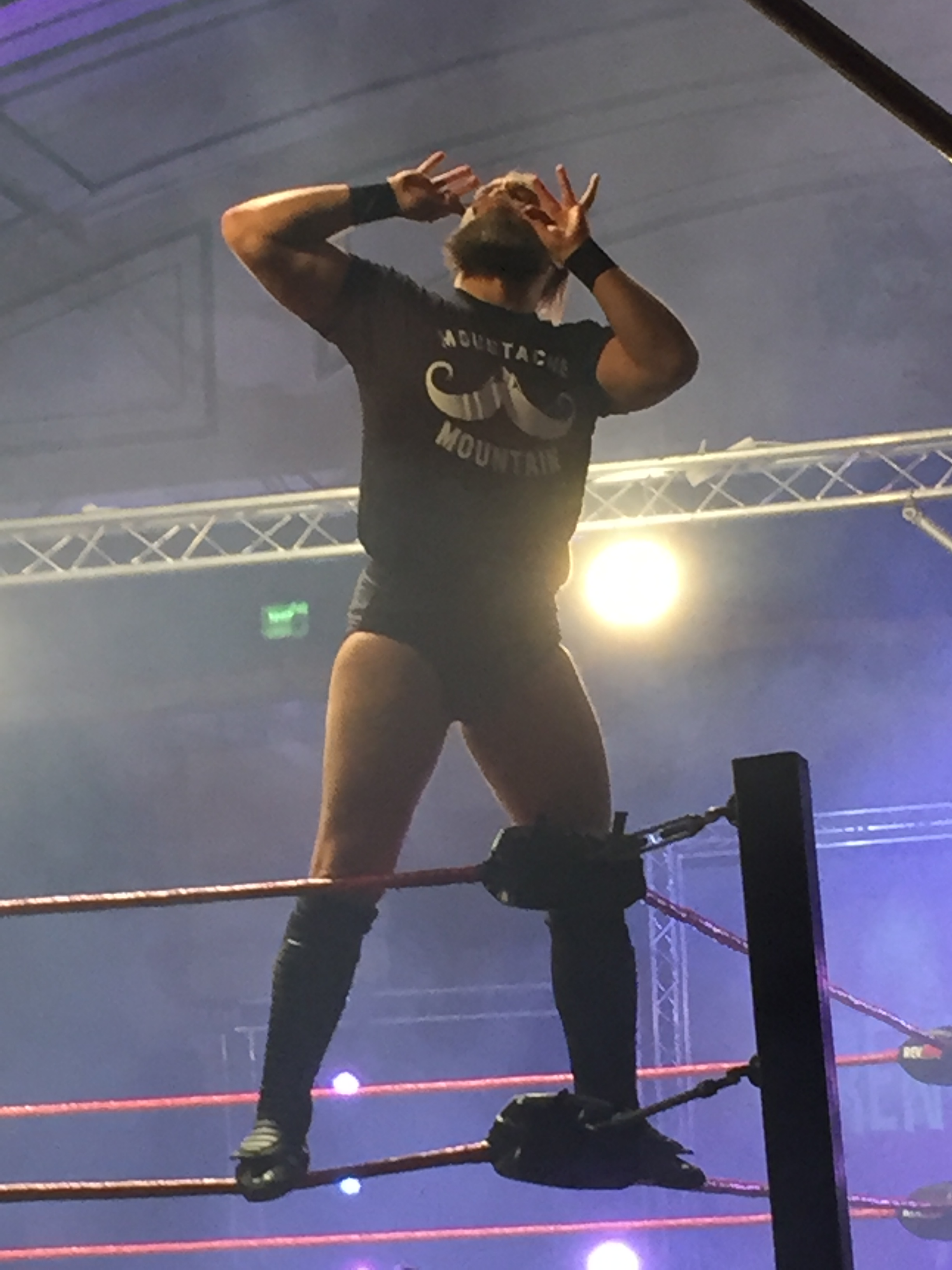
Seven pozujący w ringu w 2017

Seven i Tyler Bate zadebiutowali dla Progress Wrestling podczas gali Chapter 28, gdzie przegrali z Damianem i Pete’em Dunnem. Seven powrócił na gali Chapter 32 i przegrał z Rampage Brownem. Na gali Chapter 33 stał się antagonistą i atakując Tylera Bate'a sprzymierzył się z Pete’em Dunnem, by uformować drużynę British Strong Style. Podczas gali Chapter 36, Seven i Dunne pokonali The London Riots (Jamesa Davisa i Roba Lyncha) zdobywając tytuły Progress Tag Team Championship, które obronili później w rewanżu na gali Chapter 39. Seven i Dunne wzięli udział osobno w siedmioosobowej eliminacyjnej walce o zwakowany Progress World Championship, który wygrał Dunne po ataku powracającego Tylera Bate'a na Jimmym Havocu. Dzięki tej pomocy, Bate również stał się antagonistą i dołączył do grona British Strong Style. 16 grudnia odebrano Progress Tag Team Championship od Sevena i Dunne'a, gdyż Dunne chciał, aby to Bate mógł bronić tytułów za niego. Dwa tygodnie później na gali Chapter 41, Seven i Bate pokonali The London Riots i The LDRS of the New School (Marty'ego Scurlla i Zacka Sabre'a Jr.'a) zdobywając zawieszone tytuły.
W 2017, Seven wziął udział w turnieju Super Strong Style 16, lecz w pierwszej rundzie został pokonany przez Matta Riddle'a. Podczas drugiego dnia turnieju, Seven i Dunne pokonali Davida Starra i Pastora Williama Eavera, zaś następnego dnia Seven pokonał Marka Haskinsa w submission matchu. Po pokonaniu takich drużyn jak South Pacific Power Trip (TK Coopera i Travisa Banksa) oraz The Hunter Brothers, Seven i Bate utracili tytuły podczas gali Chapter 50 na rzecz #CCK (Chrisa Brookesa i Kida Lykosa). Duo odzyskało tytuły miesiąc później na gali Chapter 51. 10 września, Seven i Bate ponownie stracili tytuły na rzecz #CCK w ladder matchu.

### WWE

#### NXT (od 2016)

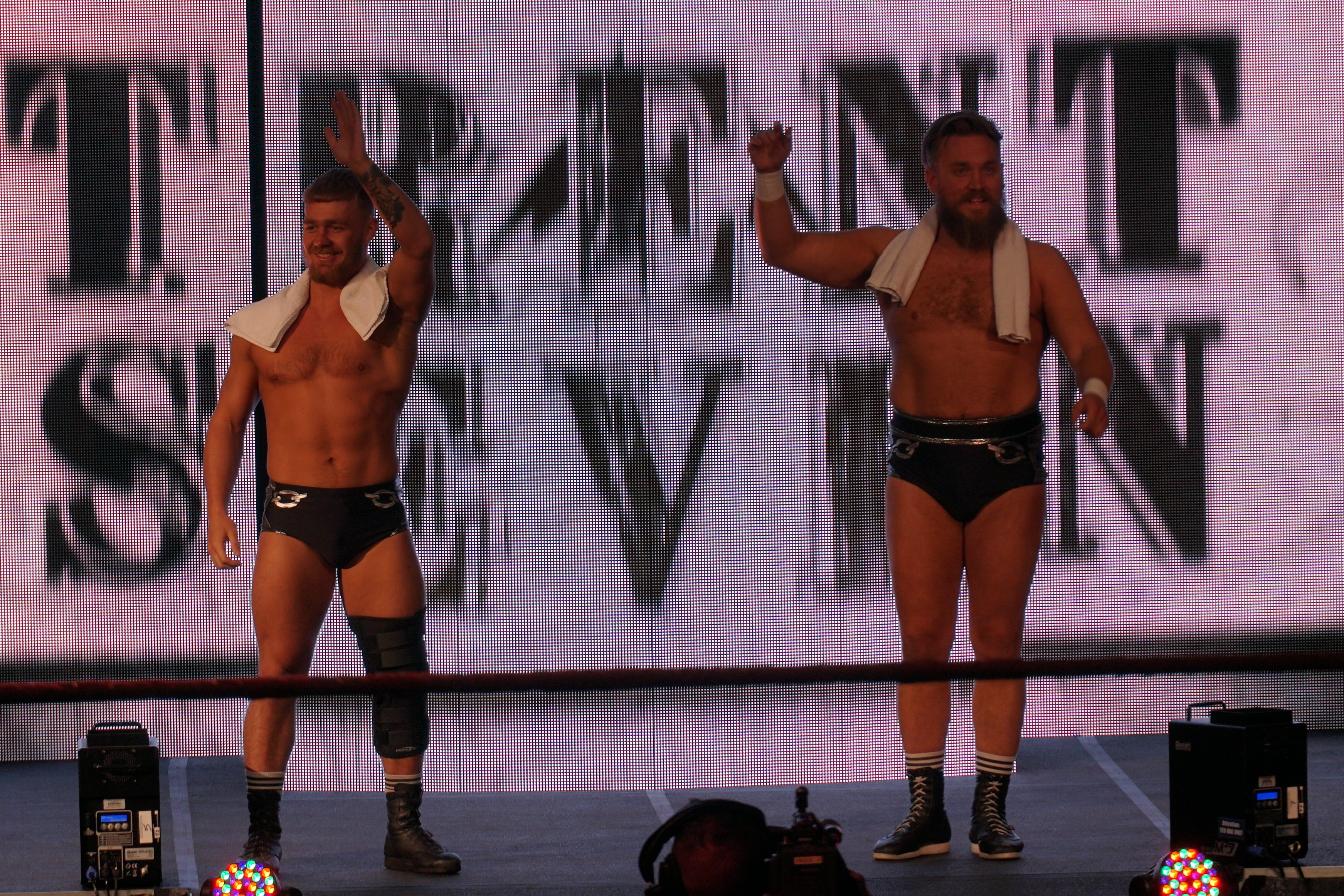
Seven (po lewej) z partnerem z grupy British Strong Style – Tylerem Bate’em

15 grudnia 2016 zostało ogłoszone, że Seven będzie członkiem szesnastoosobowego turnieju koronującego inauguracyjnego posiadacza WWE United Kingdom Championship. W pierwszej rundzie Seven pokonał HC Dyera i awansował do ćwierćfinałów, w których został pokonany przez Wolfganga. W styczniu 2017, Seven podpisał kontrakt z WWE, który wciąż mu pozwalał występować w federacjach niezależnych. 15 lutego Seven zadebiutował w rozwojowym brandzie NXT, gdzie nie zdołał odebrać Tylerowi Bate'owi jego United Kingdom Championship. 11 listopada Moustache Mountain (Bate i Seven) pokonali Pete'a Dunne'a i Marka Andrewsa. 6 grudnia podczas odcinka tygodniówki NXT został pokonany przez Killiana Daina w pojedynku o miano do tytułu NXT Championship.

## Kariera aktorska
Webb pojawił się w filmie Transformers: Ostatni rycerz w roli Hengista.

## Życie prywatne
Webb obecnie mieszka w Wolverhampton w West Midlands. Jest weganem.

## Styl walki
- Finishery
  - Seven Stars Lariat (Wrist-lock przeistaczany w short-arm lariat)[1]
  - Seventh Heaven (Spinning piledriver)[1]
- Motywy muzyczne
  - „Seven Nation Army” ~ The White Stripes[38]
  - „Love is Blindness” ~ Jack White[38] (używany podczas współpracy z Pete’em Dunnem)

## Mistrzostwa i osiągnięcia
- Attack! Pro Wrestling
  - Attack! 24:7 Championship (1 raz)[39]
- Chikara
  - Chikara Campeonatos de Parejas (1 raz) – with Tylerem Bate’em[40]
  - King of Trios (2017) – z Pete’em Dunnem i Tylerem Bate’em[41]
- Fight Club: Pro
  - FCP Championship (1 raz)[6]
  - FCP Tag Team Championship (1 raz, obecnie) – z Tylerem Bate’em[42]
  - Infinity Trophy (2013)[7]
- Insane Championship Wrestling
  - ICW World Heavyweight Championship (1 raz)
- Progress Wrestling
  - Progress Tag Team Championship (3 razy) – z Pete’em Dunnem (1)[43] i Tylerem Bate’em (2)[44]
- Revolution Pro Wrestling
  - RPW Undisputed British Tag Team Championship (1 raz) – z Tylerem Bate’em
- Wrestling GO!
  - Wrestling GO! 24/7 Watermelon Championship (2 razy, obecnie)[45]
- WWE NXT
  - NXT Tag Team Championship Invitational Tournament (2018) – z Tylerem Bate’em[46]